# 高阳路街道
高阳路街道，是中华人民共和国河南省平顶山市湛河区下辖的一个乡镇级行政单位。

## 行政区划
高阳路街道下辖以下地区：
利民社区、后城村、杨西村、召村和小营村。